# 영국 전차의 역사

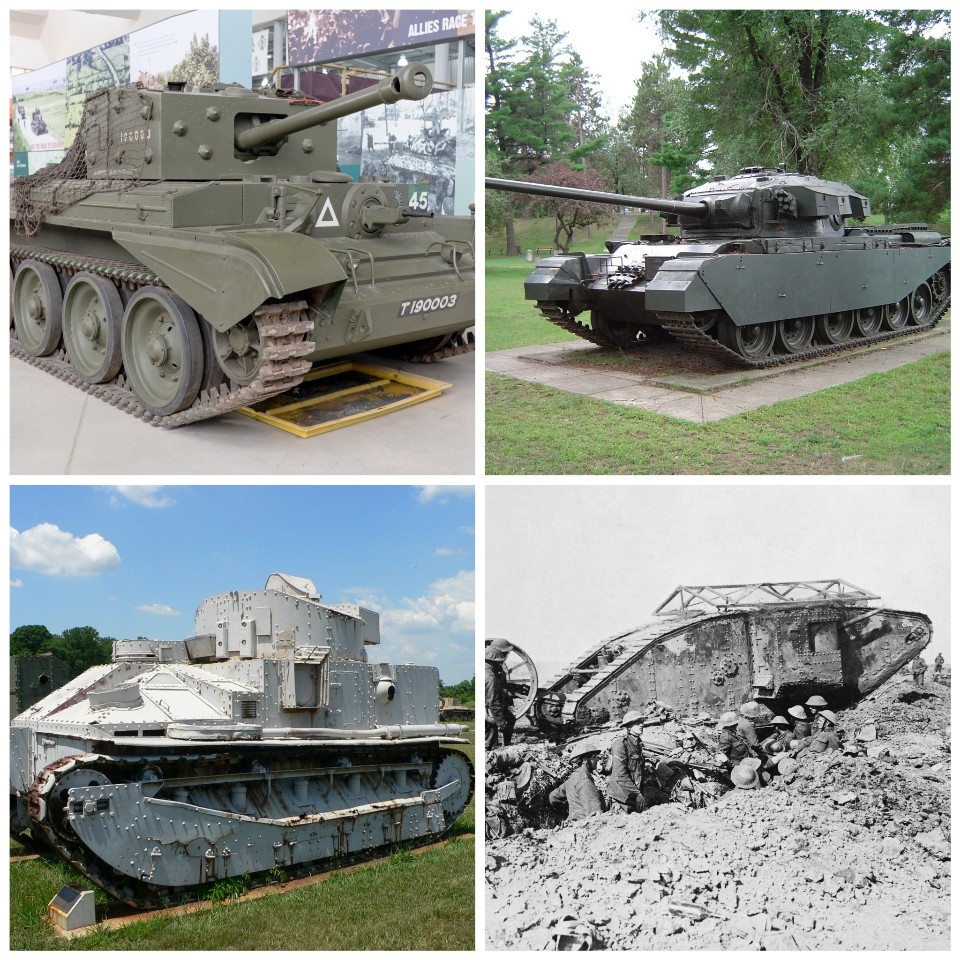
영국 전차에 대한 몽타주. 오른쪽 아래부터 시계 방향으로 마크 I 전차, 비커스 중형전차 마크 II, 크롬웰 전차, 센추리온 전차. 이 전차들의 개발은 영국의 기갑부대가 어떻게 발전했는지를 보여준다.

영국 전차의 역사는 1910년대 영국에서 전차가 개발된 이후, 영국 전차가 영국 육군 및 세계 각국에서 어떻게 도입되고 어떤 방향으로 발전되었는지에 대한 역사이다.
세계 최초로 전차를 개발하고 실전투입한 영국은 제1차 세계 대전 이후 적극적으로 기병부대를 기계화하고 전차 부대를 양산하기 위해 노력했다. 르노 FT-17가 처음 도입한 회전식 포탑과 후방 엔진, 돌출한 무한궤도는 영국의 전차에도 영향을 주어 이후 영국 전차들은 르노 FT가 가진 특징들을 참조하여 제작되었다. 한편 영국 육군의 기계화는 1910년대 말부터 자체적으로 활발히 논의되었다. 1920년대 영국 정부는 적극적으로 기병부대의 기계화를 추진했지만, 1929년 대공황으로 이러한 흐름은 일시적으로 주춤했고, 1930년대 중반 나치 독일과 소련이 재무장을 시작하면서 영국 내에서도 기갑부대 양산이 재개되었다. 1930년대 말 영국은 기병부대를 기계화하는데 성공했고, 순항전차와 보병전차라는 이론을 개발해 전차 양산에 도입했다. 1940년대 영국은 전쟁을 겪으며 다양한 전차들을 양산했지만, 대부분의 전차들의 장갑은 얇은 편이었다. 그러나 독일이 1940년대 중반부터 구경이 넓은 포를 전차에 탑재함으로써, 전차에 대한 기존의 인식에 변화가 생겼다.
냉전 시기 영국의 전차 개발은 강력한 주포를 탑재한 소련의 전차들을 막기 위해 새로운 전차를 양산하는 것과 기존에 있던 전차들의 주포의 화력을 향상시키는 방향으로 진행되었다. 이 과정에서 영국은 로열 오드넌스 L7 포를 만들었는데, 이는 영국을 비롯한 북대서양 조약 기구의 무기 표준화 작업에 중요한 역할을 했다. 냉전 시기에 영국이 생산한 센추리온, 챌린저 1, FV4201 치프틴 등은 영국의 주요 분쟁에 참여했으며, 세계 각국은 실정에 맞게 영국 전차를 수입하거나, 개량하거나, 때로는 라이선스를 받아 양산하기도 했다. 오늘날에는 영국을 비롯한 일부 국가만이 영국 전차를 실전에서 운용하고 있으며, 그 수도 이전 전차들에 비해 줄어들었다. 한편 영국 본토에서도 육군 2020 개선안에 따라 영국 육군 내 기갑부대의 수를 감축하였으며, 챌린저 2를 대체할 챌린저 3를 개발 중이다.

## 배경
전차 자체에 대한 개념은 이미 오래 전부터 있었지만, 본격적으로 전차에 대한 논의가 시작된 것은 20세기 초였다. 내연 기관 엔진과 무한궤도 트랙터들이 기동력과 방호력, 화력에 대한 가능성을 열어주었다.
전차가 발전된 과정은 여러 가지 장갑차에 대한 실험에서 비롯되었다. 1902년 장갑화된 차체에 폼폼 포와 기관총을 갖춘 전쟁차가 시제 제작되었고, 같은 해 프랑스는 구예 포탑과 호치키스 기관총을 탑재한 샤롱 지라르도 보이트 자동차를 만들었고 4년 뒤 시험했다.
전차를 처음 만든 국가는 영국이지만, 장갑을 두른 차량이 실전에 투입된 역사는 그보다 조금 더 오래되었다. 1912년 이탈리아-튀르크 전쟁 당시 이탈리아 왕국은 오스만 제국군을 상대로 2대의 장갑차를 리비아에서 운용했다. 1914년 8월 프랑스 전쟁부 장관은 장갑차 136대를 주문하였고, 한 달 뒤에 제1차 세계 대전에서 프랑스군은 첫번째 장갑차를 실전에서 운용했다. 1914년 러시아 제국에서도 "차르 전차"라는 커다란 바퀴를 탑재한 장갑차량을 만들었다. 이 전차는 선빔 엔진을 탑재했다. 영국에서 전차 개발이 본격적으로 시작된 것은 1910년대였다.

## 1910년대

### 개발

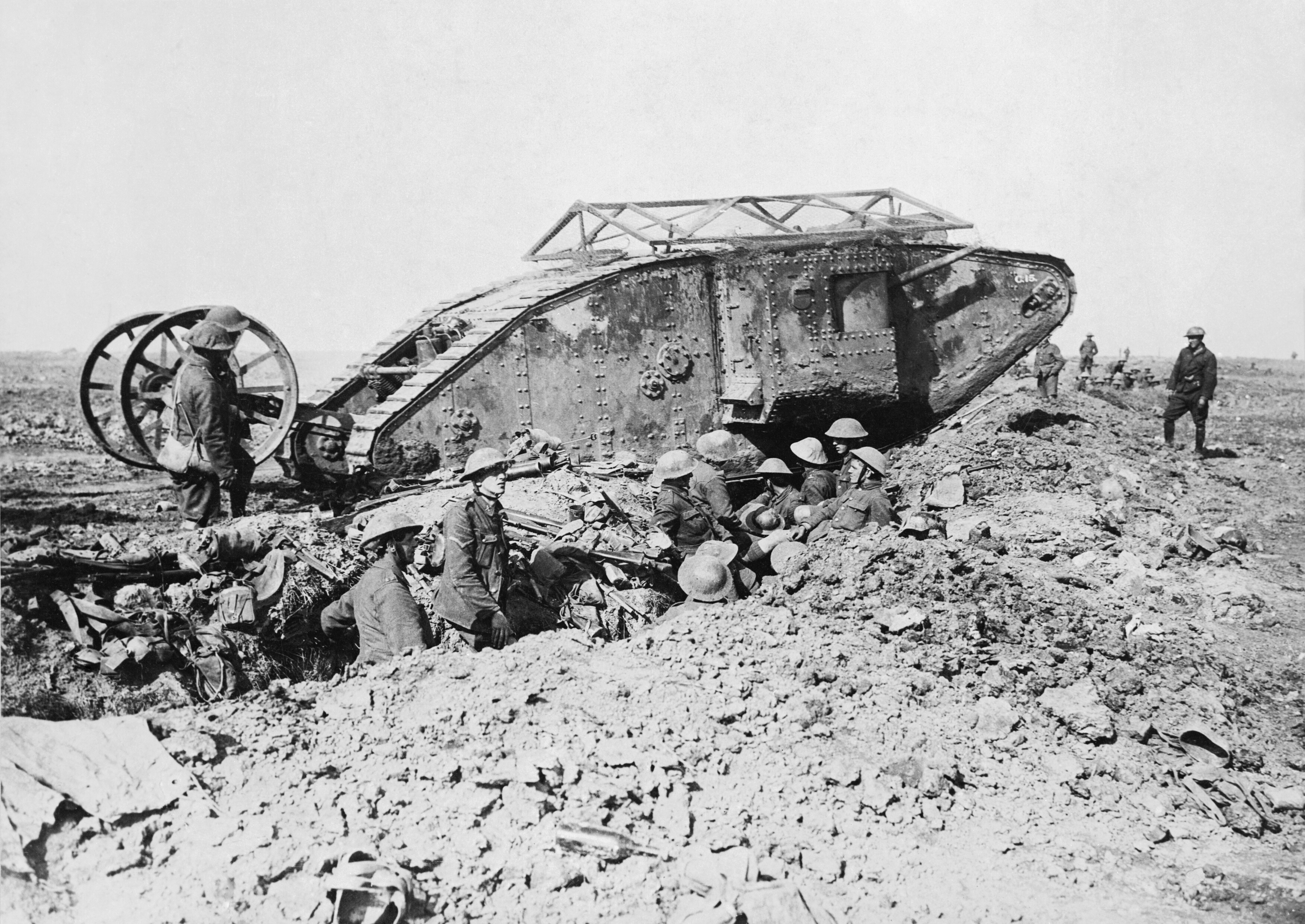
1916년 9월 25일 솜강 인근의 영국 마크 I 전차.

1915년 2월, 영국은 신무기를 제작하기 위해 영국 해군부 육상함 위원회를 창립했다. 영국 육군은 제1차 세계 대전에 투입할 장갑차를 만들기 위해 육상함 위원회에 1915년 7월 육상함 제작을 주문했다. 이 과정에서 몇몇 프로젝트가 실패한 이후, 디자인 기획자이자 총책임자였던 윌리엄 트리턴은 2개의 궤도가 달린 "트리턴 기계"를 만들었다. 이 기계는 여러 차례 수정을 거쳤고, 그 결과 "리틀 윌리"가 만들어졌다. "리틀 윌리"는 시험 과정에서 호치키스 M1909, 루이스 경기관총, 마드센 경기관총, 맥심 기관총 등 다양한 기관총을 탑재하고자 했다. 주포로는 2파운더 포가 전차의 크기에 맞았다. 실제로 전차가 양산되었을 때, 주포와 기관총은 탑재되지 않았다. 그러나 영국 육군은 리틀 윌리의 기획안보다 마름모형의 장갑에 무한궤도를 두른 마더를 더 선호했다. 1915년 11월 기획이 시작된 마더는 1916년 1월 완성되었다. 마더의 외형상 특징은 마름모꼴 장갑에 무한궤도를 둘렀고 장갑 양 측면에 포를 탑재했으며, 조항장치 역할을 하는 바퀴가 있었다.
육상함 위원회의 월터 고든 윌슨은 1916년 2월 2일 마더에 기초한 새로운 전투 차량의 기획안을 발표했고, 로이드 조지는 전차 생산을 허용하였다. 1916년 2월 육상함 위원회는 공식적으로 전차 보급 위원회로 재명명되었다. 1916년 2월 12일, 마크 I이라 명명된 전차 주문이 처음으로 이루어졌고, 두 번째 전차 주문은 같은 해 4월 12일에 이뤄졌는데 총 전차 주문대수는 150대였다. 영국은 전차를 구별할 때 남성형 전차와 여성형 전차로 명명했다. 남성형 전차의 경우에는 1개의 QF 6파운더 6 cwt 호치키스 포와 3정의 호치키스 기관총을 탑재했고, 여성형 전차의 경우 주포가 없는 대신 다수의 기관총을 탑재했다. 마크 I이 양산된 이후, 영국은 지속적으로 주포와 장갑을 개선했다.

### 실전 투입

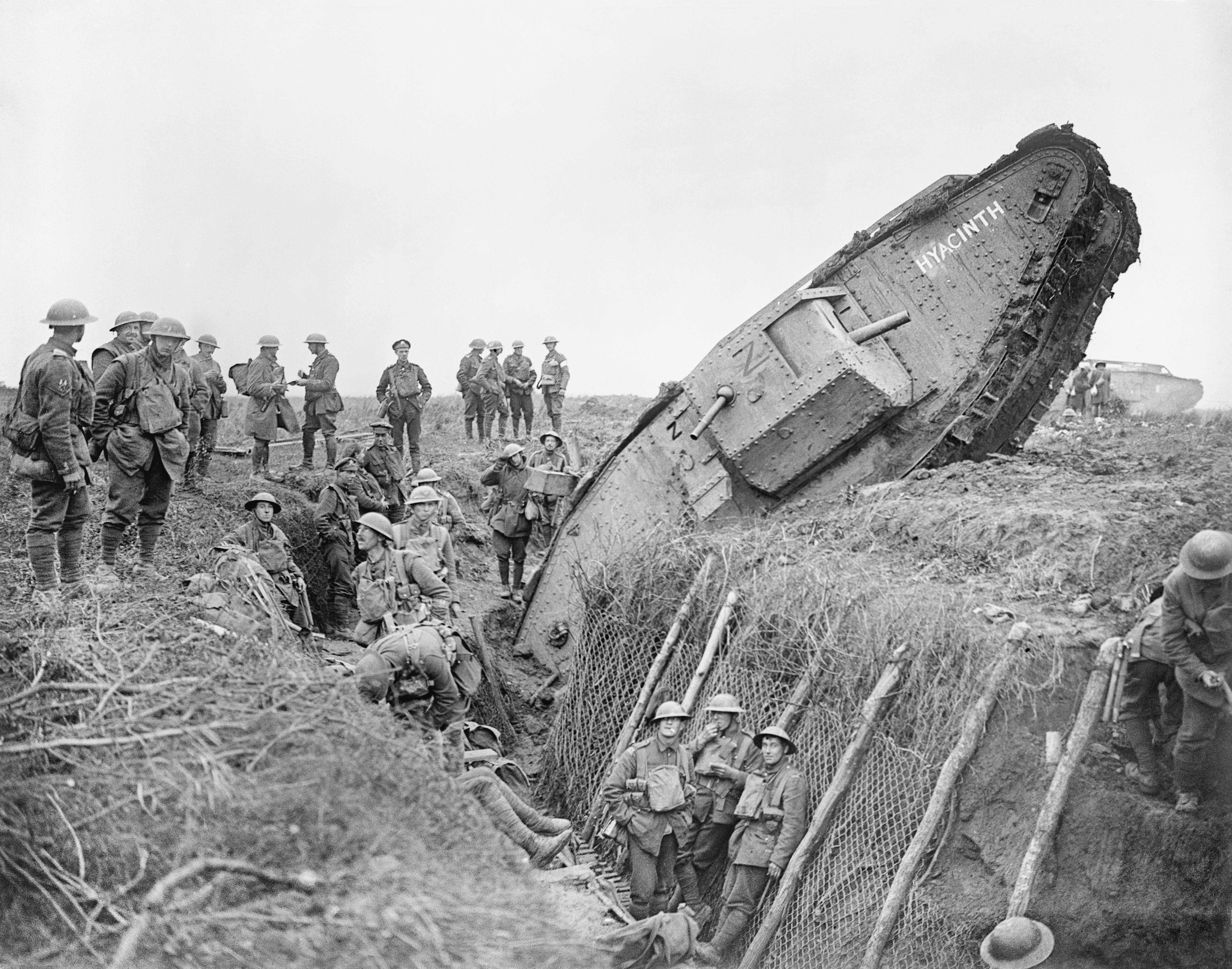
1917년 캉브레 전투 당시 마크 IV (남성형) 전차가 참호를 넘어가고 있다. 이 전투에서 전차는 그 효용성을 입증했다.

1916년 솜 전투에서 전차가 최초로 실전에 투입된 이후, 영국에서는 기관총 군단의 예하부대로 전차연대를 편성했고, 1917년 7월 28일 전차 군단을 설립했다. 1917년 11월 캉브레 전투에서 영국군은 전차 부대를 운용했고, 전차 공격의 효율성이 어느 정도 입증되었다. 전차는 연합군과 독일군 모두가 주장하던 "참호 돌파의 불가능성"을 완전히 종식시켰다. 이후 영국은 참호를 돌파하기 위한 전차를 추가로 여러 개 개발했으며, 마크 IV 전차와 마크 V 전차, 마크 VIII 전차를 제외하고는 종전으로 실전에 투입되지 못했다.
1917년 프랑스에서 개발한 르노 FT-17의 특징인 회전포탑, 돌출형 무한궤도, 후방 엔진은 이후 영국 전차의 디자인에도 영향을 주었다. 영국이 자체적으로 생산한 전차는 대부분 1918년에 생산이 중단되었다. 제1차 세계 대전 당시 개발되었던 전차들이 해외에 수출되어 사용되기는 했으나, 영국 본토에서는 사용하지 않았다. 제1차 세계 대전 이후 양산된 영국 전차 중 르노 전차의 특징을 그대로 따온 전차가 바로 빅커스 경전차로, 1921년 개발이 시작된 다음 1923년부터 약 1년간 시험 주행에 들어갔고, 이 전차는 1924년 빅커스 중형전차 마크 I로 재명명되었다.

### 기갑전 이론

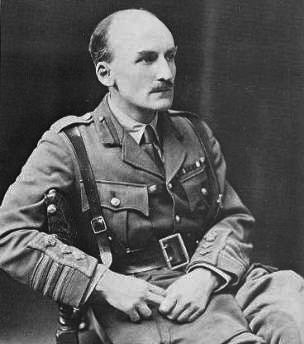
영국군에 기갑전의 이론을 제시한 J. F. C. 풀러.

1916년 기관총 중과에서 시작한 전차 군단이 1917년 캉브레 전투에 투입된 것에는 J. F. C. 풀러의 역할이 컸다. 풀러는 캉브레 전투와 1918년 여름 공세에서 전차 작전 구상에 기여했다. 그가 제시한 1919년 계획은 대량의 전차가 중심이 되는 공격을 중점으로 하고 있었다. 풀러는 기계화 부대가 참호를 돌파한 후 적 본부를 파고드는 전략을 제시했지만, 1919년 계획은 1918년 11월 독일 제국의 항복으로 제1차 세계 대전이 끝나게 되면서 실행할 수 없게 되었다.
또 다른 영국 육군의 군사이론가인 바실 헨리 리델 하트 역시 1920년대 그의 초기 저술에서 기갑전의 중요성에 대해 피력했다. 그러나 하트는 풀러와는 달리 보병과 기계화부대의 합동 전술을 중시했다. 하트는 속도가 빠른 궤도차량으로 병력을 수송시킨 후, 이들 병력이 전차를 더 잘 보호할 수 있는 지역을 선점해야 한다고 설명했다. 하트의 이론은 오늘날 제병협동전술과 상당히 유사한 측면이 있었다. 그러나 하트의 이론은 영국보다는 나치 독일에 더 큰 영향을 미쳤다.

## 1920년대

### 영국 육군의 기계화 시도
1920년대 초, 영국 육군은 풀러와 하트 등 수정주의자들의 의견을 수용하여 기병의 기계화를 추진했다. 1920년 솔즈베리 평원에서 기계화부대의 연습이 이루어졌는데, 이를 통해 영국 육군은 궤도차량과 차륜 차량의 이점을 확인할 수 있었다. 하지만 전차 군단은 1개의 본부와 4개의 대대로 규모가 축소되었다.  1923년 10월 18일 전차 군단은 조지 5세로부터 "왕립"이라는 칭호를 하사받게 되어 왕립 전차 군단으로 불리게 되었다. 같은 시기에 영국 육군에 166대의 비커스 중형전차 마크 1이 인도되었다. 이후 영국 육군은 1927년 5월 1일 실험 기계화부대 (EMF)를 공식적으로 설립해 영국 육군의 기계화에 대한 전반적인 방향을 잡고자 했다.
1920년대에 영국 육군의 기계화 사업은 다른 국가에 비해 빠른 편이었다. 다른 국가들의 상황이 기계화를 시도할만한 조건을 갖추지 못했기 때문이었다. 1919년 베르사유 조약에 따라 독일은 전차와 장갑차 등을 보유할 수 없었으며, 미국의 첫 기갑사단은 1940년 7월 15일에 탄생했다. 1920년대에 프랑스와 미국의 전차부대는 육군 보병 휘하의 편제였다. 러시아의 경우에는 제1차 세계 대전과 뒤이은 내전으로 인해 산업시설이 제대로 가동되지 않았고, 경제적으로도 기갑차량을 양산하기에는 어려움이 따랐다.
그러나 영국 육군 내부에서도 기병의 기계화에 대해 논란이 있었다. 논란의 가장 큰 이유는 영국 계급 사회에 존재하는 보수성을 들 수 있다. 영국 육군이 기병을 기계화할 때, 당시 기병대원들은 상실감을 토로하기도 했다. 1929년 실험 기계화부대가 논란 끝에 폐지되었다. 아울러 1929년 뉴욕발 대공황이 전세계에 영향을 미쳤고 영국 국방부가 공군과 해군의 개선에 초점을 두면서, 1930년대의 영국 육군의 기계화 사업은 더디게 진행되었다.

### 새로운 기술들
1920년대 중반이 되면 현대 전차들에 영향을 주는 신기술들이 많이 개발되었다. 비커스는 OQF 3파운드 포를 개발하였는데, QF 3파운드 비커스 함포가 그 기원이다.  이 포는 1920년대 영국 육군의 기계화를 담당한 마크 I과 마크 II에 탑재되었다. 영국 전차에 더 많은 영향을 준 기술은 존 월터 크리스티가 개발한 크리스티 서스펜션이었다. 크리스티 서스펜션은 각각의 휠에 자체적인 현가장치를 갖추었다. 이는 전차의 험지 주파력을 높이는데 기여했다. 하지만 영국 육군의 기갑부대에 크리스티 서스펜션이 도입된 전차가 처음 등장한 것은 1930년대 후반이었다.

## 1930년대

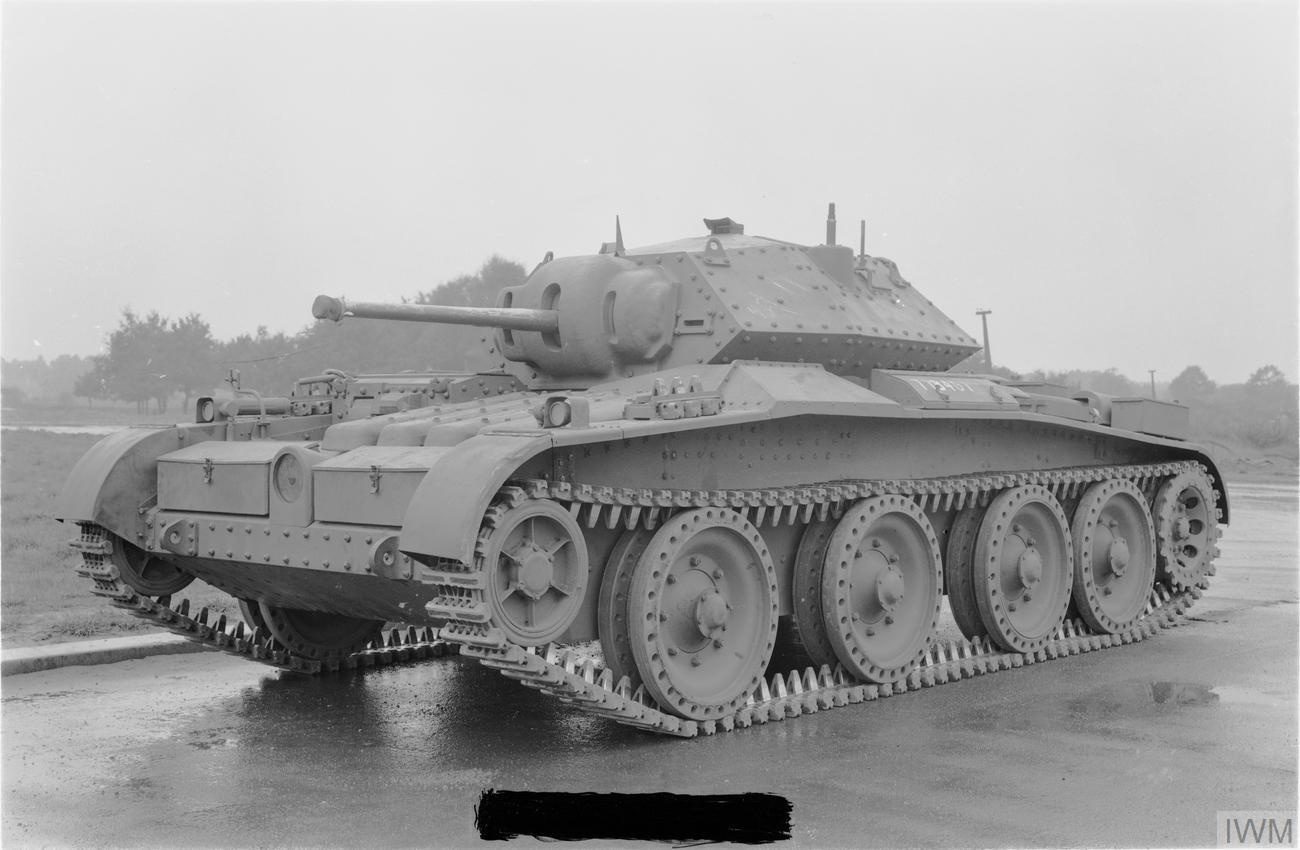
1939년 4월 양산이 시작된 컨버넌터 전차는 최신 기술을 탑재한 순항전차였다.

### 유화 정책
1920년대 불안했던 영국 경제는 대공황 이후 큰 변곡점을 지나게 되었다. 영국 경제가 큰 타격을 입었는지에 대해서는 여러 가지 의견이 분분하지만, 영국이 1930년대 군사 및 외교 전략을 유화 정책으로 선회시킨 것은 분명히 영국 육군에도 영향을 미쳤다. 유화 정책은 영국은 19세기 말엽부터 쇠락해가는 자국의 상황을 고려하여 내린 정책이었다.
유화 정책이 지속되고 있었지만, 영국의 국방비는 1924년부터 1934년까지 꾸준히 유지되고 있었다. 문제는 이들 사업의 중심이 영국 공군과 해군에 초점이 맞춰졌다는 것이었다. 그럼에도 불구하고 영국 육군은 1930년대 꾸준히 기병을 기계화시켰다.

### 교리의 발전
영국 육군은 기갑전 발달에 있어서 전차 교리를 두 가지인 순항전차와 보병전차로 발달시켰다. 이 중 영국 경기병을 대체하는 전차는 순항전차였는데, 빠른 속도와 경장갑을 갖춘 전차였다. 1920년대 후반 기병대의 주력전차였던 비커스 중형전차 마크 II가 구식이 되면서, 순항전차 마크 I이 영국 육군에 전반적으로 보급되었다. 1930년대 중후반부터는 영국 순항전차에 크리스티 서스펜션을 장착하여 험지 주파력을 높였고, 컨버넌트 전차부터 대형 피스톤 엔진을 탑재하면서 속도 역시 증가하게 되었다. 1930년대 영국은 다수의 장갑차와 경전차를 보유하고 있었으며, 1939년 영국의 기병대 대부분은 기계화되었다.
영국 전차부대의 편제도 2개 사단급 규모로 증가했다. 1937년 11월 영국 제1기갑사단이 신설되었고, 1938년 여름 이집트 기동사단이 설립되었다. 제2차 세계 대전 발발 직후인 1939년 12월에는 제7기갑사단이 탄생했다.  1930년대 영국 기갑부대는 와지리스탄 지역과 팔레스타인의 반란을 진압하는데 파견되었고, 영국 전차 중 일부는 중화민국에 공여되어 중일 전쟁에 사용되기도 했다. 1930년대 후반 나치 독일의 집권과 더불어 독일이 재무장을 하면서 영국도 재무장에 나섰고, 이 과정에서 영국 전차들도 대량으로 양산되었다.

## 1940년대

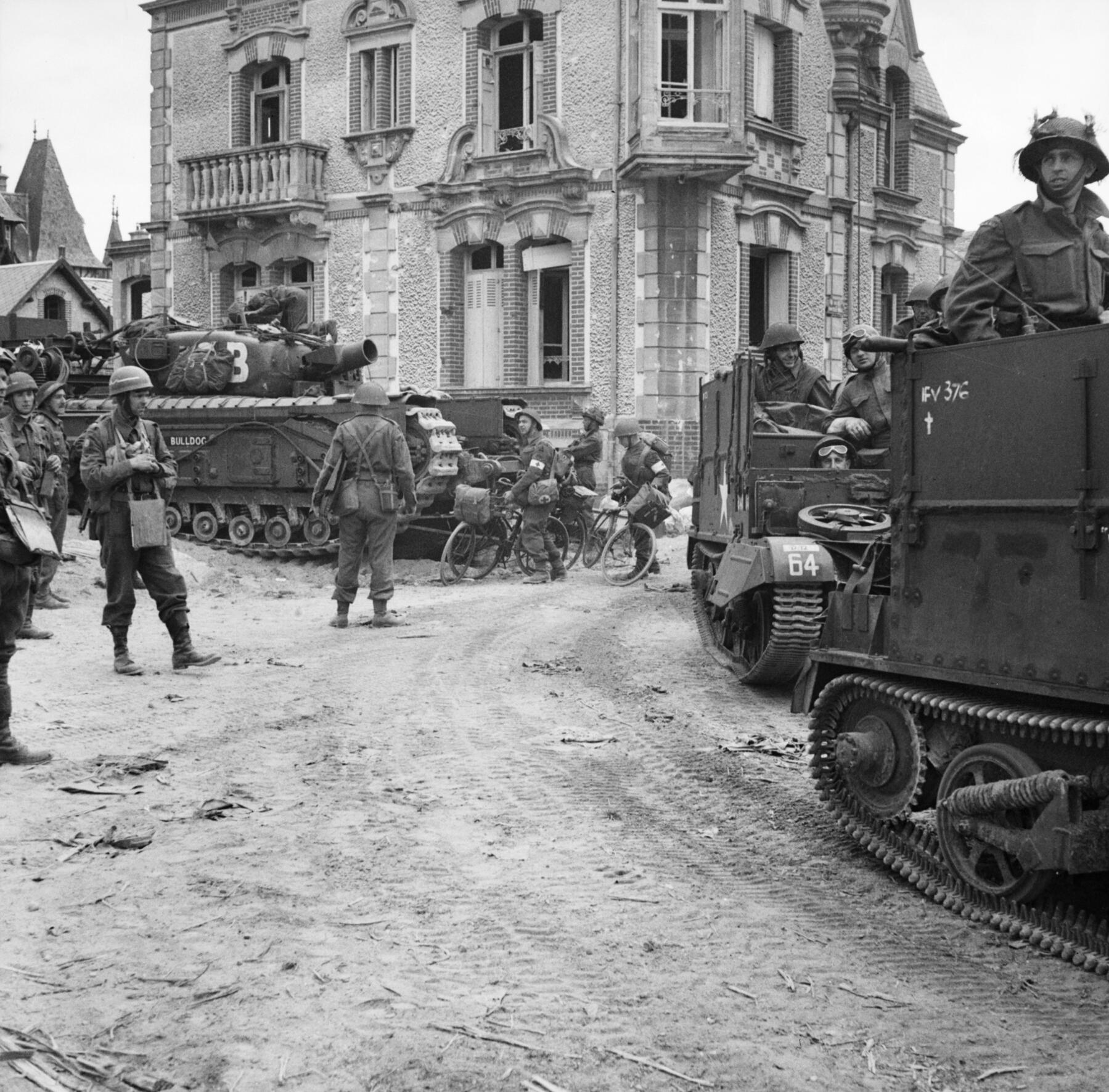
노르망디 상륙작전 당시 쓰인 처칠 AVRE. 처칠 AVRE는 호바트의 장난감 중 하나였다.

1940년대 영국의 주요 전차 생산은 크게 두 가지 방향으로 진행되었다. 하나는 자체적으로 영국이 전쟁을 겪으면서 겪은 경험을 전차에 도입하는 것이었고, 다른 하나는 무기대여법에 따라 미국으로부터 들여온 무기들을 영국군의 현실에 맞게 변형한 것이었다. 1940년 마틸다 전차를 기본으로 한 조명차를 개발했다. 1942년 디에프 기습의 실패로 얻은 교훈을 바탕으로 만든 것이었다. 1943년 또는 1944년 다가올 상륙 작전에 대비해 영국의 퍼시 호바트 장군은 호바트의 장난감이라 불리는 전차들을 여럿 개발했다. 이 전차들은 땅에 매설된 지뢰를 파괴하거나, 가교를 설치하거나, 화염방사기를 탑재하기도 했다. 이 전차들은 노르망디 상륙 작전 이후 거의 사용되지 않았다.
미국의 무기대여법을 통해 개발된 전차들은 대부분 미국에서 가장 많이 생산된 M4 셔먼에 기초한 것이었다. 영국은 무기대여법을 통해 약 17,000대의 셔먼 전차를 공급받았다. 이들 중 대다수는 호바트의 장난감을 개발하는데 사용하거나, 주포를 영국산 포인 17파운더 포로 바꾸었다. 17파운더 포를 장착한 셔먼 전차를 셔먼 파이어플라이라고 부른다. 이 외에도 영국은 상륙 작전에서의 피해를 대비해 수륙양용을 가능하게 한 DD 전차를 개발하기도 했다.
크리스티 서스펜션을 도입한 크롬웰 전차는 영국군의 주력이 되었다. 그러나 1944년부터 독일에서 티거 전차를 비롯한 강력한 주포와 두꺼운 장갑을 가진 전차들이 양산되어 영국군에 큰 피해를 입히자, 영국군은 기존의 교리와는 달리 순항전차와 보병전차의 개념을 합친 코멧 전차를 개발하였다. 코멧은 영국군이 제2차 세계 대전 때 생산한 전차 중 가장 성능이 우수한 전차로 평가받고 있다. 1944년 12월에 전쟁에 투입된 코멧 전차는 1945년 영국이 독일을 침공할 때 선봉에 섰다. 1940대 중반부터 영국은 독일에 맞서기 위해 코멧 전차에 기본을 둔 센추리온 전차를 개발했지만, 독일이 항복하면서 센추리온 전차는 실전에 투입되지 못했다. 그러나 센추리온 전차는 이후 영국의 주력 전차가 되었고, 지속적으로 무기와 성능을 개선시켰다. 1948년 이 전차는 17파운더 포에서 20파운더 포로 교체하였고, 마크 3이라는 이름으로 양산되었다.

## 냉전 시기

### 국외 교류의 증가
1951년 북대서양 조약 기구 창설 이후, 영국을 비롯한 서유럽 각국에서는 전차를 표준화하려는 움직임이 있었다. 1957년 프랑스와 독일은 공동으로 전차를 양산한다는 협정을 체결했고, 1년 후 이탈리아가 협정에 참여했다. 로열 오드넌스 L7 포는 1956년 헝가리 혁명 당시 영국군 대사관으로 돌진한 T-54A 전차의 영향을 받아 설계된 포로, 표준화 작업이 1960년대 무산된 이후에도 세계 각국의 전차가 이 포를 운용하였다. 영국이 고유로 생산한 센추리온 전차와 비커스 MBT는 물론이고, 영연방의 인도가 생산한 비자얀타, 이집트의 람세스 2세 전차 등에 채택되었을뿐만 아니라, 서방 각국의 냉전 시기 주력전차의 주포가 되었다. 또한 L7 포를 모방한 주포도 여럿 제작되었는데, 프랑스와 스웨덴 등이 각국의 실정에 맞게 만들었다.
영국 역시 유럽 각국에서 추진 중이던 전차 공동 작업에 참여하려고 했다. 비록 프랑스와 서독 사이의 공동 전차 개발은 무산되었지만, 미국과 서독의 공동 전차 개발 계획인 MBT-70이 양국의 MoU 체결 이후 급진전되었다. 1960년대 후반 MBT-70이 미국 의회의 예산을 뛰어넘게 되어 무산되자 영국과 서독이 새로이 MBT-80이라는 전차를 공동 개발한다는 계획을 발표했다. 이 전차는 FV4201 치프틴을 대체하기 위한 것으로 시제 전차가 제작되었으나, 영국이 치프틴을 향상한 챌린저 1을 주력전차로 채택하면서, MBT-80 사업도 무산되고 말았다.
영국 회사가 자체적으로 개발한 전차를 해외에 라이선스하는 경우도 있었다. 비커스 MBT의 경우, 영국 비커스 사가 수출용으로 만든 전차로 영국은 쿠웨이트와 인도에 수출했다. 1963년 영국은 인도에 비자얀타의 시제 전차를 만들어주었고, 1965년 인도는 자체적으로 비커스 MBT를 영국으로부터 라이선스 받아 "비자얀타"라는 이름으로 양산했다.

### 전차의 변화

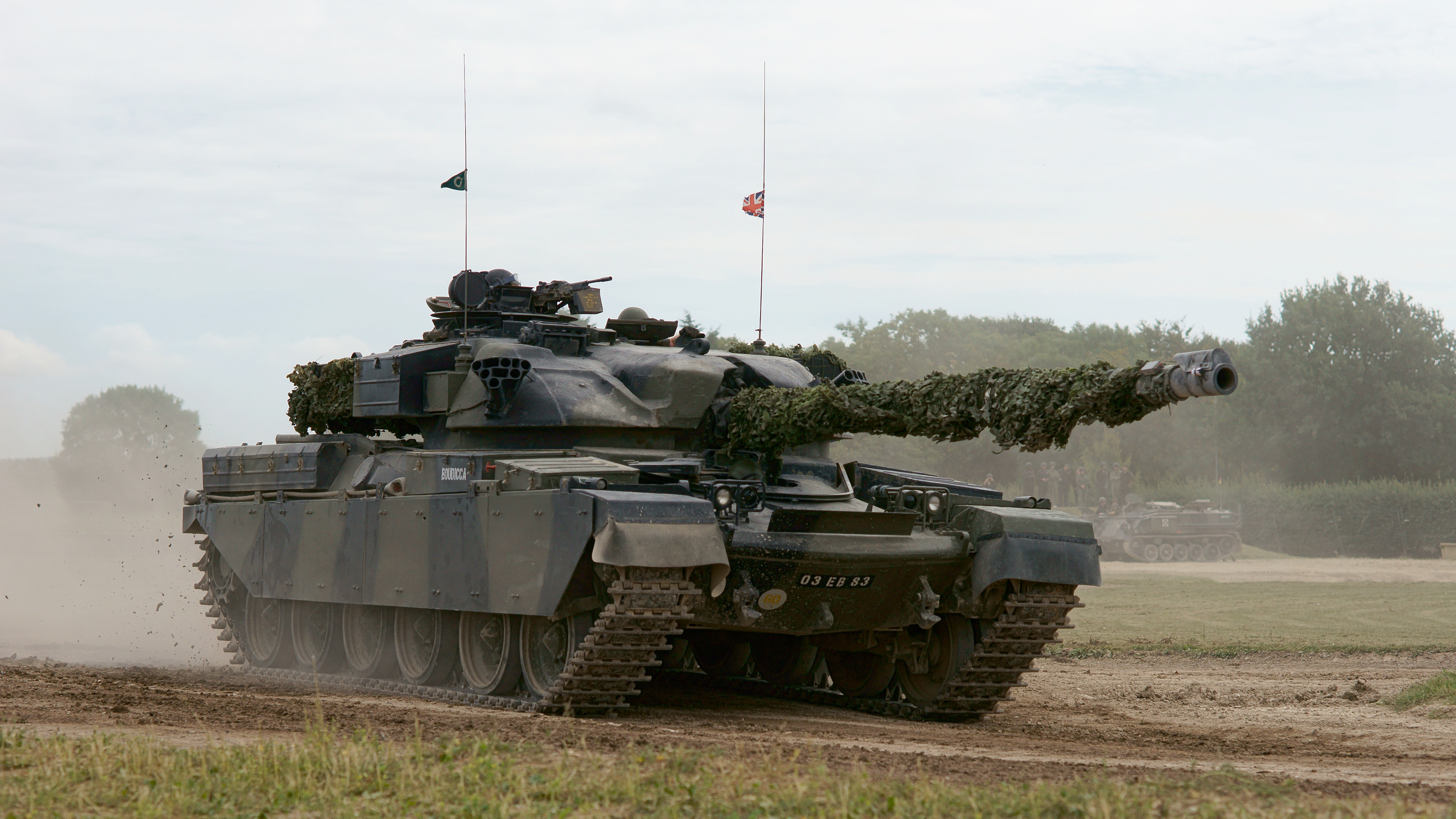
1960년대 주력전차가 된 FV4201 치프틴 전차.

제2차 세계 대전 이후에도 영국에서는 순항전차와 경전차 등이 개발되었지만, 주력전차라는 개념이 등장하면서 영국의 전차 개발에도 변화가 생겼다. 영국은 주력전차를 유니버셜 전차, 즉 보편적인 전차로 불렀다. 주력전차는 초중전차의 화력, 경전차의 기동성, 중전차의 방호력을 모두 갖춘 전차로 분류하는데, 영국이 주력전차로 분류한 첫 전차는 센추리온 전차로, 화력 증강을 위해 로열 오드넌스 L7를 장착했고, 지속적으로 개량이 이루어졌다. 1960년대가 되자 센추리온은 노후화되었고, 이에 따라 이를 대체할 전차들이 필요해졌다. 1960년대 후반 개발된 FV4201 치프틴은 1950년대 후반 제작된 컨커러 전차와 기존의 센추리온 전차를 모두 대체하는 새로운 주력전차였다. 엔진은 레일랜드 L60이었는데, 연료가 채워져있는 한 지속적으로 엔진이 작동되었고, 포 역시 105mm L7보다 구경이 더 넓은 120mm L1A115 주포였다. 치프틴은 화생방전 방호 장치도 탑재되어 있었는데, 이는 센추리온 전차에는 없던 것이었다. 한편, 1966년 치프틴의 양산이 시작된지 1년 후인 1967년 영국은 수색 및 정찰용 차량을 기획했는데, 이 중 궤도형 차량들의 기획안을 묶어서 CVR(T)라고 불렀다. CVR(T) 중 대표적인 전차가 FV101 스콜피온으로, 이 전차는 영국에서 전후에 만들어진 첫 경전차였다. FV101 스콜피온은 영국 전차 중 처음으로 알루미늄 장갑을 사용하였다.

## 현대

### 실전 투입
냉전 시기 다양한 전차들의 요소를 도입한 것이 3세대 전차로 분류되는 챌린저 1이다. 1984년 영국군에 도입된 이 전차는 치프틴의 주포를 그대로 사용했지만, 치프틴보다 개선된 기능을 가지고 있었다. 영국은 복합장갑의 일원인 초밤 장갑을 치프틴에 시험 적용한 이후, M1 에이브럼스에 이어 세계에서 두번째로 초밤 장갑을 두른 전차를 양산했다. 챌린저 1의 가장 큰 특징은 현대 시기에 분류하는 주력 전차의 기능을 대부분 갖추고 있었다는 점이다. 1969년 처음으로 초밤 장갑에 대해 연구를 시작한 이래, 영국은 1970년대 초밤 장갑을 적용한 MBT-80이라는 차세대 주력전차를 양산하려고 했으나 1979년 이란 혁명 발발로, 챌린저가 급속하게 주력 전차로 채택되었다.
1990년대 걸프 전쟁 당시 영국군은 그랜비 작전의 일환으로 영국 제1기갑사단을 파견했다. 이후 유엔의 평화유지작전이나 북대서양 조약 기구의 군사 개입 때 영국의 기갑부대가 같이 참전하는 경우가 있었다. 1995년 보스니아 전쟁 때는 FV107 시미터가 정찰 및 치안 목적으로 파견되었다. 1999년 코소보군의 일환으로 영국군이 참여했을 때, 챌린저 1 전차가 파견되었다. 제1기갑사단은 이라크 전쟁에도 참전했다.

### 현대화 작업
챌린저 2가 10년 이상 운용되면서 노후화되기 시작하자, 영국 육군은 자체적으로 챌린저 2를 현대화하기 시작했다. 챌린저 수명 개선 프로그램(영어: Challenger Legality Improvement, CLIP)이라 불리는 이 프로그램은 현재 L30A1 주포를 라인메탈 사의 120mm 포로 변경하고, 포탄 역시 텅스텐에 기초한 운동 에너지탄으로 변경하는 계획이다. NBC 방호 시스템을 향상시키는 작업도 추진 중인데, 2008년 영국 국방부 예산의 부족으로 프로젝트 자체가 무산될 위기에 놓여있다. 또한 챌린저 전차의 수명 연장을 위해 챌린저 수명 연장 프로그램 (영어: Challenger 2 Life Extension Programme, CLEP)을 실행하여 2035년까지 전차의 수명을 늘릴 계획이다.

### 육군 2020과 기갑부대 개혁
영국 육군은 2008년부터 육군 편제에 대한 변화를 추구했고, 육군 2020에 따라 챌린저 2를 보유한 전차 편제를 감축하였다. 왕립기갑군단은 크게 2개의 편제로 감축되는데, 제9/12왕립창기병대와 여왕의 왕립창기병대는 2015년 왕립창기병대로 통합되었고 제1왕립전차연대와 제2왕립전차연대는 왕립전차연대로 통합된다. 영국 제3사단의 경우에는 제1기갑보병여단, 제12기갑보병여단, 제20기갑보병여단으로 구성되었다.

## 해외에서의 영국 전차

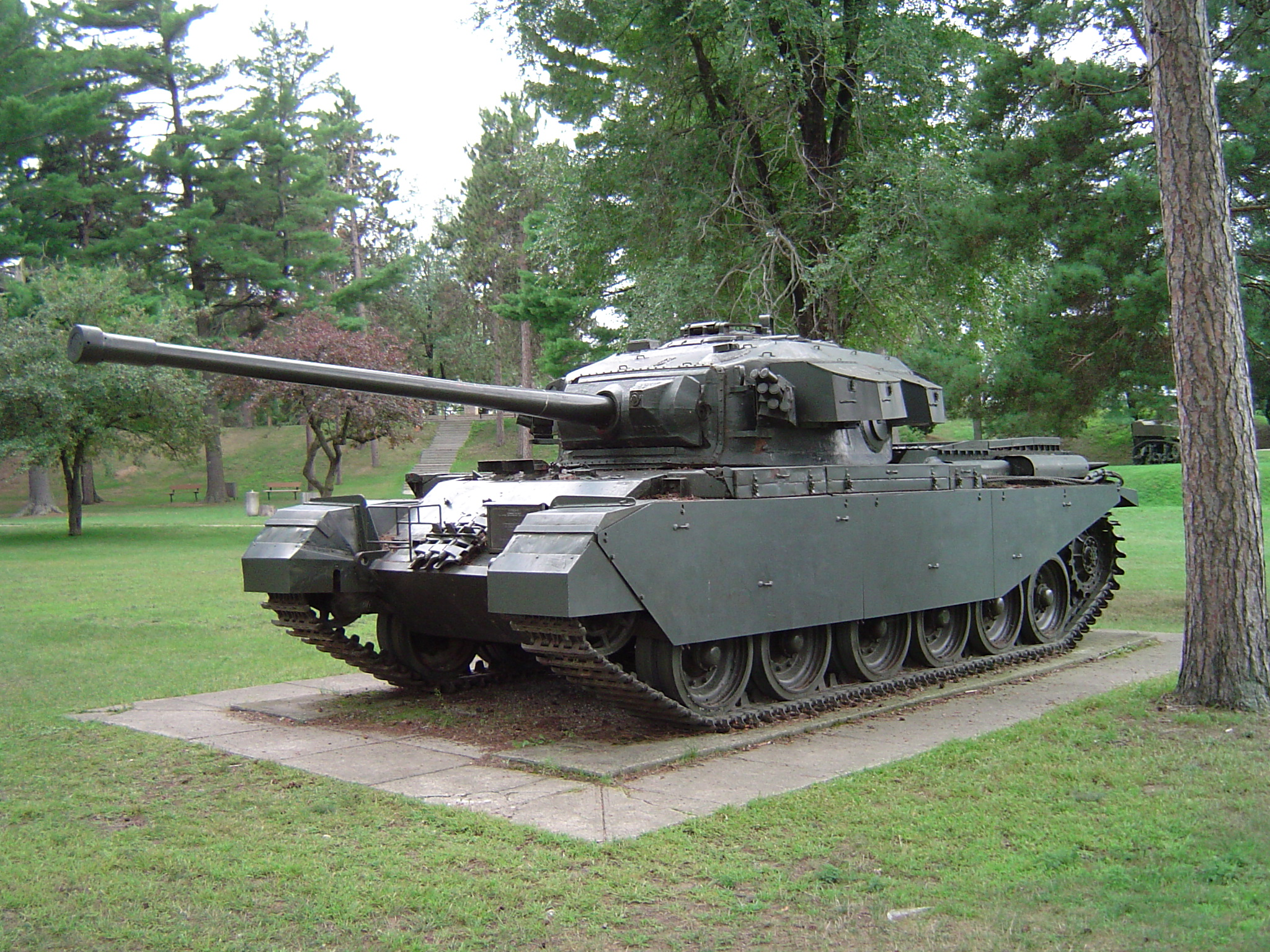
센추리온 전차는 1960년대 영국과 영국 연방의 주력전차로 자리매김하였다. 또한 이스라엘과 인도, 그리고 일부 유럽 국가들은 센추리온을 개량해 1980년대까지 운용하기도 했다. 사진은 캐나다에 있는 센추리온 Mk.3

제1차 세계 대전 당시 영국이 최초로 전차를 개발한 이래로, 영국 전차들 중 일부는 영국 본토뿐만 아니라 세계 각국에서 운용되어 왔다. 러시아 내전 당시 영국 전차 마크 V를 붉은 군대가 운용했는데, 1921년 아제르바이잔 침공 때 사용하여 승리를 거두었다. 1930년대 운용한 영국 전차 중 세계 각국에 사용된 전차는 경전차 마크 VI였는데, 대부분이 영국과 그 식민지였던 캐나다, 뉴질랜드, 오스트레일리아, 인도 제국 등에 파견되어 치안용으로 사용했다. 영국과 영국 연방이 동일한 전차를 공유하는 역사는 제2차 세계 대전에도 이어진다. 제2차 세계 대전 당시 영국 연방 각국은 실정에 맞게 고유의 전차들을 개발했다. 캐나다의 경우 램 전차를 개발해 네덜란드에서 화염방사전차로 사용했고, 오스트레일리아의 경우에는 센티넬 전차를 개발했다. 그러나 두 나라 모두 미국과 영국에서 공수해온 전차들이 기갑부대의 주요 병력이 되었다.
제2차 세계 대전 이후 세계 각국에서 실전에 투입된 영국의 전차는 센추리온이었다. 대표적인 예로, 한국 전쟁 당시 영국군은 설마리 전투와 제2차 후크고지 전투에서 센추리온 전차를 파견했고, 오스트레일리아 전차 군단은 베트남 전쟁에서 센추리온을 운용했으며, 1965년 인도-파키스탄 전쟁에서 인도군의 센추리온 전차부대는 파키스탄의 M47 패튼과 M48 패튼을 상대로 아살 우타르 전투에서 승리를 거두기도 했다. 센추리온 전차를 실전에 투입한 영연방 국가에는 캐나다, 뉴질랜드, 인도, 오스트레일리아가 있었다.
해외 국가들이 센추리온을 개량하여 운용하는 경우도 많았다. 대표적인 전차가 이스라엘의 쇼트 전차로, 센추리온의 엔진과 서스펜션을 개량해 1960년대부터 운용을 시작했다. 덴마크는 센추리온 마크 5에 야간 투시경이나 독일제 기관총 라인메탈 MG3를 탑재하여 전투력을 높이기도 했다. 네덜란드의 경우, 센추리온 전차의 영국제 장비들을 네덜란드 필립스에서 만든 장비들로 대체하고, 브라우닝 M1919 기관총을 벨기에산 FN MAG으로 대체하였다. 1973년에는 사통장치도 필립스제로 바꾸었다. 이 외에도 남아프리카 공화국, 요르단, 스웨덴, 스위스가 센추리온의 개량형을 운용하였다.
중동 국가들은 센추리온의 뒤를 이어 FV4201 치프틴 전차를 다량으로 구매했다. 1969년 이스라엘은 영국과의 정치적 문제로 라이선스 생산 및 치프틴 수입을 거부당했다. 이란이 1979년 혁명이 발발하기 전까지 영국의 치프틴 전차를 구매했고, 이란-이라크 전쟁에 다수 투입되었다. 이란은 이후 치프틴 전차를 자체적으로 개량하여 모바레즈 전차를 양산했다. 이 외에도 이라크, 오만, 쿠웨이트가 치프틴 전차를 구매했다. 쿠웨이트의 경우, 1990년 걸프 전쟁 당시 제35기갑여단의 치프틴 전차들은 무사히 사우디아라비아 국경 지대로 퇴각할 수 있었지만 나머지 치프틴 전차들은 모두 이라크 군에 파괴되어 이후 쿠웨이트의 전차는 M-84로 대체되었다.
챌린저 1과 챌린저 2의 경우에는 생산량이 이전 전차들에 비해 더욱 적어 영국을 제외하고 일부 중동 국가에서만 사용하고 있다. 요르단은 챌린저 1을 주력전차로 채택해 392대를 운용하고 있고, 오만은 현재 38대의 챌린저 2를 영국에서 수입해 운용 중이다.

## 같이 보기
- 영국 육군
- 기갑전

## 참고 문헌
- Willey, David (2018년 5월 15일). 《The Tank Book: The Definitive Visual History of Armoured Vehicles》. 사이언스 북스.
- Zaloga, Steven J; Grandsen, James (1984). 《Soviet Tanks and Combat Vehicles of World War Two》. Arms and Armour Press. ISBN 0-85368-606-8.
- 이영석 (2012). 《양차대전 사이의 영국 경제와 제국》 (학위논문). 영국사학회.
- 김양규 (2009). 《유화정책의 개념과 전략적 운용》 (PDF) (학위논문).
- 조용욱 (2011). 《1920년대와 1930년대 영국의 군사전략과 군비개발정책》 (학위논문). 국민대학교 한국학 연구.